# 카사 데 캄포역
카사 데 캄포 역(스페인어: Casa de Campo)은 마드리드 지하철의 환승역이다. 마드리드 지하철 5호선과 10호선이 지나며, 5호선의 시종착역이기도 하다. 마드리드 라티나 구와 몽클로아아라바카 구 사이에 걸쳐 있으며, 엑스트레마두라 도로 부근의 푸에르타 데 바탄 도로에 위치해 있다. 역에서 500m 떨어진 위치에는 마드리드 동물원이 자리해 있다. 요금구역상으로는 A구역에 속한다.

## 역사
2002년 10월 22일 10호선이 푸에르타 델 수르 역까지 연장 개통되면서 영업에 들어갔다. 개통과 동시에 기존에 10호선 구간으로 운영되던 카사 데 캄포-알루체 구간은 5호선에 편입되었으며, 다른 한편으로 카사 데 캄포 역은 두 노선이 만나는 환승역이 되었다. 2면 3선 구조로 된 역이며 윗층을 거쳐 다른 노선으로 갈아탈 수 있도록 해놨다.
초창기 계획에서는 '푸에르타 데 바탄' (Puerta de Batán)이란 이름이 고려되었으나 10호선의 바로 이전 역 이름이 '바탄'이었던 탓에 혼동을 막기 위해서 지금의 이름으로 바꿨다. 5호선 승강장 지하에는 한때 10호선과 교외선이 다니다가 지금은 쓰이지 않게 된 터널이 존재하는데 차후에 활용하는 방안을 고려하고 있다.

## 환승 정보
역 주변에 시내버스 정류장이 여섯 곳 있다. 다만 시내버스보다는 시외버스 노선이 상당히 많이 다닌다.
버스
- 시내버스
  - 25, 33, 36, 39, 55, 65번 노선 (주간)
  - N19번 노선 (야간)

지하철
| 마드리드 지하철             | 마드리드 지하철        | 마드리드 지하철                  |
| --------------------------- | ---------------------- | -------------------------------- |
| 캄파멘토 알라메다 데 오수나 | 마드리드 지하철 5호선  | 시·종착역                        |
| 바탄 오스피탈 인판타 소피아 | 마드리드 지하철 10호선 | 콜로니아 하르딘 푸에르타 델 수르 |